# Cayman Brac
Cayman Brac ist die östlichste und mit einer Fläche von 38,8 km² zweitgrößte Insel der Cayman Islands. Sie liegt etwa 140 km nordöstlich der Hauptinsel Grand Cayman. Auf dieser Insel leben 2098 der 55.036 Einwohner der Cayman Islands (Stand 2010).
Cayman Brac ist etwa 19 km lang und durchschnittlich 2 km breit.
Die Insel wurde nach einer Kalksteinklippe benannt. Brac ist das gälische Wort für Klippe.
Auf der Insel befindet sich das Cayman Brac Museum.
Ebenso wie die rund 8 km westlich gelegene Little-Cayman-Insel wurde Cayman Brac 1503 von Christoph Kolumbus entdeckt. Die ersten Bewohner waren britischstämmige Siedler, die um 1660 auf die Insel kamen. Unter anderem wegen der vielen Höhlen wurde die Insel ein beliebtes Piratenversteck, wo oft auch Beute versteckt wurde; bei starken Hurrikans (wie dem des Jahres 1932, der große Verwüstungen anrichtete) wurden die Höhlen jedoch auch als schützender Zufluchtsort genutzt.
Im Südwesten der Insel befindet sich der Charles Kirkconnell International Airport.